# Antiblemma gladysia
Antiblemma gladysia är en fjärilsart som beskrevs av William Schaus 1914. Antiblemma gladysia ingår i släktet Antiblemma och familjen nattflyn. Inga underarter finns listade i Catalogue of Life.